# NGC 6879
NGC 6879 ist ein planetarischer Nebel im Sternbild Pfeil. 
Das Objekt wurde am 8. Mai 1883 von dem amerikanischen Astronomen Edward Charles Pickering entdeckt.